# 貝茨遲到請辭事件
貝茨遲到請辭事件是2018年英國國際發展部國務大臣麥克·貝茨（Michael Bates）出席上議院會議答詢時，因為遲到了數分鐘感到羞愧，而當場宣布辭職的事件。其辭呈在數小時後被英國首相梅伊拒絕。

## 事件經過
2018年1月31日，保守黨的貝茨原本排定要在當地時間下午3時，在上議院回答工黨議員露絲·李斯特（Ruth Lister）的提問，不過因為遲到2分鐘而錯過，由其他人代答。貝茨到場後上台致歉，他表示過去五年來，他一直很榮幸能站在台上回答問題，他相信「我們應該用最高標準的禮節與尊重」來回答問題。對於無法即時到場回答問題，他感到「徹底慚愧」，因此將「向首相提出辭職，立即生效」。整段發言不到一分鐘，貝茨隨即在現場同僚一片「不」的驚愕聲中轉身抱著文件夾離開議院。
貝茨的辭呈在數小時後被首相梅伊拒絕，貝茨確定留任。
當天的質詢比平常早了幾分鐘開始。有報導稱貝茨其實並沒有遲到。

## 各方反應

### 英國
在現場的許多政治人物在聽到貝茨的發言時，都說驚叫「不」，也有人發出笑聲，有的人試圖拉住貝茨不讓他離開。上議院的工黨領袖安潔拉·史密斯（Angela Smith）說遲到是每個人都曾犯的小失禮，一個道歉就夠了。排在下一個發言的威廉·海格說：「我本來要說很高興可以開啟這場辯論的」。當事人李斯特在事後接受採訪時說，在所有他希望造成下台的人之中，貝茨排最後。
首相梅伊的發言人說首相拒絕了辭呈，認為這是不必要的，並另外稱讚貝茨是一名勤勞、勤勉的部長。
奈傑·法拉吉稱讚貝茨的行為表示他是有原則的人，並希望再來 500 個人辭職。

### 中國
貝茨辭職的影片在中國爆紅，媒體猜測可能的原因包括事件符合中國人對英國文化的刻板印象、中國人對官員如此負責感到驚訝、或是因為貝茨的妻子是英籍華人。

### 泰國
泰國教育部長堤拉傑（Teerakiat Jareonsettasin）私下表示像貝茨辭職的這種事在泰國一定不會發生，在泰國有25隻手表也沒關係，影射之前泰國副總理巴威·翁素萬（Prawit Wongsuwon）被查出擁有25隻名貴手錶未依法申報之事。此發言被認為不尊重官員，堤拉傑事後為此道歉。